# Winanckôkrousè
Le winanckôkrousè est un système d'écriture développé en 1988 en Côte d'Ivoire par Dr. Souleymane Chérif, alias Dr. Biyayaibe Nbasolômon Bamba. Il est conçu pour être adaptable à toutes les langues africaines.